# William Fitzwilliam (4e comte Fitzwilliam)
William Wentworth-Fitzwilliam (30 mai 1748 - 8 février 1833) est un homme d'État britannique whig de la fin du 18e et du début du 19e siècle. En 1782, il hérite des domaines de son oncle Charles Watson-Wentworth, deuxième marquis de Rockingham, ce qui en fait l'une des personnes les plus riches de Grande-Bretagne. Il joue un rôle de premier plan dans la politique whig jusque dans les années 1820.

## Jeunesse (1748–1782)
Il est le fils de William Fitzwilliam (3e comte Fitzwilliam), de son épouse Lady Anne, fille de Thomas Watson-Wentworth (1er marquis de Rockingham). Le Premier ministre Charles Watson-Wentworth, 2e marquis de Rockingham est son oncle maternel. Il hérite des deux comtés de Fitzwilliam (dans les pairies de Grande-Bretagne et d'Irlande) en 1756, à l'âge de huit ans, à la mort de son père. Il fait ses études au Collège d'Eton, où il devient ami avec Charles James Fox et Frederick Howard.
En octobre 1764, Fitzwilliam entreprend son Grand Tour avec un membre du clergé, Thomas Crofts, nommé par le docteur Edward Barnard, directeur d'Eton. Fitzwilliam n'est pas impressionné par la France, écrivant que les Français sont "un ensemble de gens bas, méchants, impertinents" dont le comportement est "si intolérable qu'il m'est absolument impossible de m'associer à eux ... c'est l'opinion de tout le monde, que je ferais mieux de quitter les lieux immédiatement ". Après avoir passé un peu de temps en France et brièvement en Suisse, il rentre en Angleterre au début de 1766. En mai 1767, il se rend en Italie, d'où il rapporte des tableaux.
La fortune de Fitzwilliam est substantielle mais pas spectaculaire. Son domaine de Milton produit en moyenne un peu moins de 3 000 £ par an pour les sept années précédant 1769 (année où Fitzwilliam devient majeur). Ses autres domaines situés dans le Lincolnshire, le Nottinghamshire, le Yorkshire et le Norfolk et les loyers de Peterborough rapportent en moyenne 3 600 £ par an. Le chiffre combiné pour 1768 de toutes ses propriétés s'élève à 6 900 £. Cependant, Fitzwilliam hérite d'une dette de 45 000 £ avec des charges annuelles de 3 300 £. Fitzwilliam vend ses propriétés dans le Norfolk au prix de 60 000 £, ce qui est suffisant pour régler la dette sur l'ensemble du domaine.
Prenant sa place à la Chambre des lords, Fitzwilliam assiste à presque tous les débats notables, participant à presque toutes les manifestations organisées par l’opposition mais n’ayant jamais prononcé de discours durant le gouvernement de Lord North . Il soutient John Wilkes dans son combat pour conserver le siège pour lequel il a été élu et soutient les colonies américaines dans leur différend avec la Grande-Bretagne.

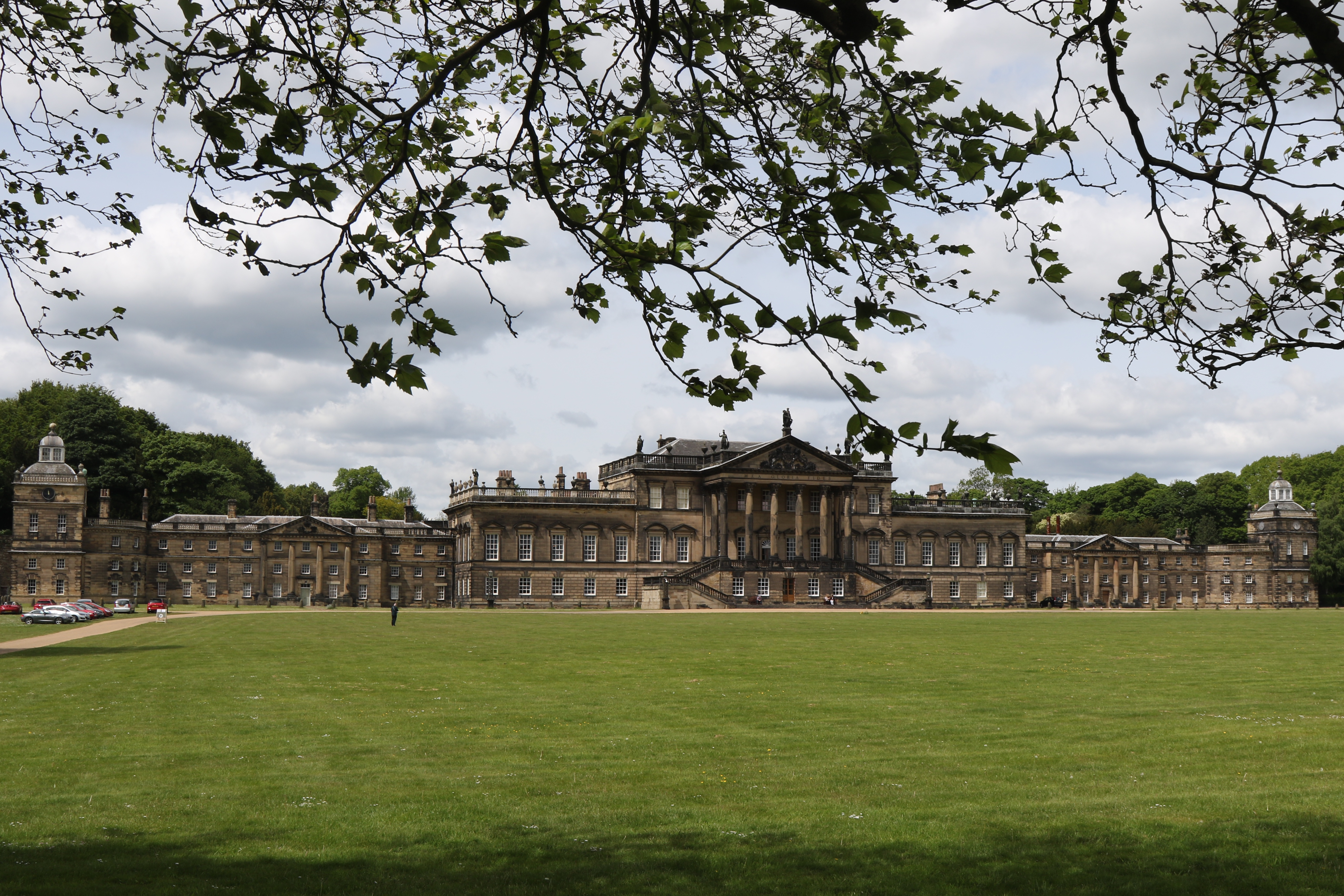
Wentworth Woodhouse, dans le Yorkshire

À la mort de son oncle, lord Rockingham, le 1er juillet 1782, il hérite de Wentworth Woodhouse, la plus grande maison du pays, et de ses vastes domaines, ce qui en fait l'un des plus grands propriétaires terriens du pays.
Fitzwilliam, en tant que propriétaire, réduit les loyers et annule les arriérés en période difficile, tout en fournissant de la nourriture bon marché et en offrant gratuitement aux personnes âgées du charbon et des couvertures. Il remplit également ses obligations en matière de réparation des propriétés louées et ses dispenses de bienfaisance sont généreuses mais discriminatoires. Il aide également les sociétés amicales et les caisses d'épargne à encourager les pauvres à pratiquer l'économie de fonds et l'autonomie .
Il est nommé sous-lieutenant du Northamptonshire le 18 février 1793.

## Début de carrière politique (1782-1789)

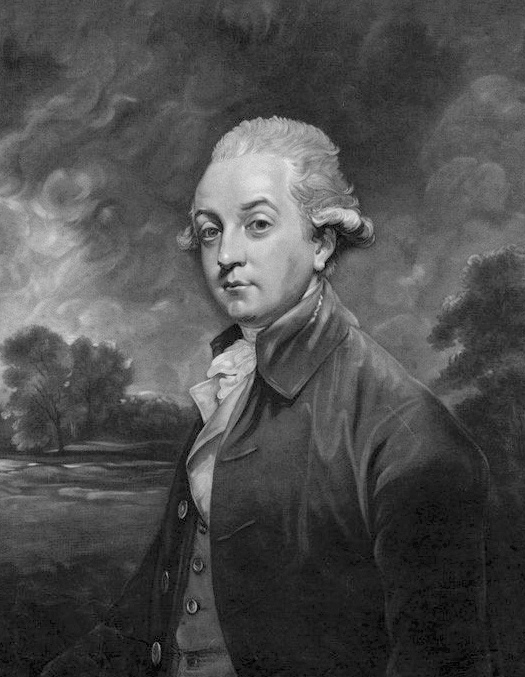
Fitzwilliam tel que peint par Sir Joshua Reynolds, 1786

Il prend la suite de son oncle comme dirigeant majeur des Whigs. Il commence à contribuer aux débats dans les Lords, avec sa première intervention le 5 décembre 1782 lors du débat sur le discours du Roi, intervenant pour critiquer le successeur de Lord Rockingham en tant que Premier ministre, Lord Shelburne, sur l'absence de principe sur la concession de l'indépendance américaine . Il est l'un des principaux partisans du gouvernement de coalition Fox-North. Le duc de Portland lui offre d'être Lord lieutenant d'Irlande et d'être créé marquis de Rockingham. Cependant, Fitzwilliam ne souhaite pas le poste et n'est pas très préoccupé par le nouveau titre, ce que le roi ne donnerait pas de toute façon . Le 30 juin 1783, Fitzwilliam prononce son premier discours en exposant les objections du gouvernement au projet de loi du député de Shelburn, William Pitt, visant à réformer les abus dans les fonctions publiques. Le 11 octobre, Horace Walpole déclare qu'il ne connaissait pas personnellement Fitzwilliam, mais que "d'après ce que j'ai entendu de lui dans les Lords, j'ai conçu une bonne opinion de son sens; de son caractère, je n'ai jamais entendu de mal, ce qui est un grand témoignage en sa faveur, quand il y a tant de personnages horribles, et quand tous ceux qui sont remarquables ont leurs actions les plus minutieuses torturés à déposer contre eux " .
Fitzwilliam devait être nommé à la tête du Conseil des affaires indiennes au moment de l'examen du projet de loi sur le sujet . L'échec du projet de loi entraîne la chute du ministère et la nomination de Pitt au poste de Premier ministre. Fitzwilliam se retrouve dans l'opposition.
Cependant, aux Élections générales britanniques de 1784 Pitt remporte une large majorité. Fitzwilliam refuse la proposition de Lord Shelburne de lui attribuer le poste de Lord Lieutenant du West Riding of Yorkshire. Fitzwilliam est alors considéré comme l'adjoint du duc de Portland et est un personnage clé des conseils whig. Il est souvent le premier orateur whig lors des débats . Le 18 juillet, il attaque la politique commerciale de Pitt avec l'Irlande en tant que "système qui renversait toute la politique de navigation et de commerce de la Grande-Bretagne", ne satisfaisant ni la Grande-Bretagne ni l'Irlande. Fitzwilliam est choisi pour ouvrir le débat sur le discours lors de l'ouverture de la session du Parlement en 1786 et déclare que "la sagesse de l'Irlande a permis d'accomplir ce que la prudence de ce pays ne pouvait pas réaliser". En 1787, Fitzwilliam ne s'exprime qu'une seule fois contre le commerce avec le Portugal, ce qui serait préjudiciable aux fabricants du Yorkshire .
En 1785, Fitzwilliam est représenté dans un magnifique portrait à l'huile par le peintre le plus en vogue de l'époque, Sir Joshua Reynolds, président de la Royal Academy . Le portrait de Fitzwilliam par Reynolds a disparu depuis 1920 et a été redécouvert en 2011 .
La crise de la régence de 1788–1789 provoque une montée du soutien en faveur de Pitt dans le Yorkshire à la suite de l'affirmation de Fox selon laquelle le prince de Galles a autant de droit sur le trône pendant la maladie du roi que s'il en avait hérité.
Le prince de Galles et le duc d'York visitent le nord de l'Angleterre à la fin de 1789. Le 2 septembre, ils sont reçus par Fitzwilliam à Wentworth House pour une somptueuse fête. 40 000 personnes assistent à un festival dans le domaine . Lors des Élections générales britanniques de 1790, Fitzwilliam contribue pour 20 000 £ à la souscription en faveur des whigs et, par la suite, ils connaissent un regain dans le Yorhshire .

## Désintégration du parti whig (1790-1794)
Dans le conflit au sein du parti whig au sujet de la Révolution française, Fitzwilliam se met d'accord avec Edmund Burke sur Fox et Richard Brinsley Sheridan mais ne souhaite pas séparer le parti ni mettre en danger son amitié avec Fox, le chef du parti aux Communes .
En mars 1790, Fiztwilliam soutient Fox pour l'abrogation de la Test Act (qui excluait les dissidents du pouvoir) .
Le 27 mars 1791, Pitt mobilise la marine et envoie un ultimatum à la Russie pour évacuer la base d'Ochakov occupée dans sa guerre contre l'empire ottoman. Fitzwilliam prononce le discours d'ouverture des Lords le 29 mars contre le gouvernement. Il s'oppose pour des raisons constitutionnelles accordant au gouvernement un pouvoir discrétionnaire d'augmenter les forces armées sans exposer de manière exhaustive les circonstances, et que la guerre avec la Russie serait "injuste, impolitique et porterait totalement atteinte aux intérêts de ce pays". La crise divise presque le gouvernement de Pitt et il a prévu de former une coalition avec des whigs modérés (avec Fitzwilliam ou le vicomte Stormont comme lord président du conseil) .
Burke rompt avec Fox lors d’un débat dans les communes le 6 mai 1791 sur la Révolution française. Plus tard ce mois-là, Fitzwilliam propose une aide financière à Burke, qui siège pour l'un de ses arrondissements de poche, Malton dans le Yorkshire. Burke répond le 5 juin en déclarant qu’il quitterait son siège avant la fin de la session.
En mai 1792, Pitt sonde les Whigs de Portland, dont Fitzwilliam, pour un éventuel gouvernement de coalition. Fitzwilliam, avec Fox, refuse en raison de l'insignifiance des postes proposés . Burke condamne Fox et appelle à un gouvernement de coalition, accentuant les divergences chez les whigs.
Après que la nouvelle des Massacres de Septembre à Paris ait été transmise à Fitzwilliam, il espère que Fox rejoindrait désormais ses anciens amis du parti Whig pour condamner les violences de la Révolution française . Il regrette également les attaques de Burke contre Fox et l'opposition de Pitt à Fox dans un éventuel gouvernement de coalition. À la suite de la bataille de Valmy (20 septembre) et du retrait des armées contre-révolutionnaires, Burke et d'autres conservateurs Whigs affirment que les Whigs devaient désormais être explicitement anti-français, même au point de faire la guerre.
Le 25 septembre, le duc de Portland rencontre Pitt et est persuadé que celui-ci accepterait ses conditions de gouvernement de coalition. Cependant, Fitzwilliam le convainc qu'une coalition ne pourrait exister que si les Whigs sont à égalité avec les conservateurs et que Pitt ne devait pas être Premier ministre . Tout au long du mois de juin, les Whigs de Portland sont sur le point de former un gouvernement de coalition et le duc de Portland a besoin de gagner le soutien de Fitzwilliam pour un tel choix politique, qu'il ne peut pas prendre seul . Fitzwilliam exprime de nombreuses réticences sur la personne même de Pitt.
Lorsque Pitt rencontre le duc de Portland le 1er juillet, il offre le poste de Lord lieutenant d'Irlande à Fitzwilliam dès que Lord Westmoreland pouvait être indemnisé pour la perte de celle-ci. Par conséquent, le 3 juillet, Fitzwilliam accepte de rejoindre le gouvernement de coalition en tant que Lord président du Conseil pour le moment, écrivant ce jour à Lady Rockingham: "C’est un moment où l’affection privée doit céder le pas à l’exigence publique" .

## Lord Lieutenant d'Irlande (1794-1795)
Fitzwilliam croit que la coalition a été formée non pas pour soutenir Pitt mais pour détruire le jacobinisme. Il estime que l’ascendance protestante en Irlande aliène les catholiques et les pousse à soutenir le jacobinisme et une invasion française de l’Irlande. La perte de l'Irlande dans un tel cas affaiblirait la puissance maritime britannique et rendrait possible une invasion de l'Angleterre. Fitzwilliam vise à réconcilier les catholiques avec la domination britannique par le biais de l'émancipation catholique et en mettant fin à l'ascendance protestante .
Fitzwilliam arrive à Balbriggan, en Irlande, le 4 janvier 1795. Le 10 janvier, il écrit au duc de Portland qu '"il ne s'est pas passé un jour depuis mon arrivée sans que des renseignements me soient fournis sur les violences commises à Westmeath, Meath, Longford et Cavan : le défenseur est dans sa plus grande force. . . Je trouve la structure du gouvernement très faible "et chaotique. Le 15 janvier, il écrit à nouveau, affirmant que les violences commises par les paysans ne sont pas politiques, mais "simplement des outrages à la personne de bandits" qui pourraient être résolus en aidant les catholiques de haut rang à préserver l'ordre public. Cela ne peut être fait que par l'Emancipation: "Il ne faut pas perdre de temps, l'entreprise sera bientôt prête et le premier pas que je fais est d'une importance infinie". Cependant, il "s'est efforcé d'éviter tout engagement" en matière d'émancipation mais "il n'y a rien dans ma réponse qui puisse être interprété comme un rejet de ce qu'ils attendent tous, à savoir l'abrogation des lois restrictives et pénales restantes":
Le 6 janvier, il offre la primauté de l'Irlande à l'évêque de Waterford et Lismore et à Thomas Lewis O'Beirne, évêché d'Ossory. Il offre également à Richard Murray les postes de prévôt du Trinity College de Dublin et de George Ponsonby celle de procureur à la place d'Arthur Wolfe (qui serait le juge en chef). Le duc de Portland consent à tout cela . Le 9 janvier, Fitzwilliam informe John Beresford, premier commissaire du Revenu et principal soutien des Protestants en Irlande, qu'il est relevé de ses fonctions avec une pension du même montant que son salaire. Le 10 janvier, Fitzwilliam relève le procureur général John Toler de son poste et lui promet le premier siège vacant à la magistrature et une pairie pour son épouse . Le 2 février, le duc de Portland proteste contre la promotion de Ponsonby et contre la nomination de Wolfe en tant que juge en chef. Le 7 février, le Cabinet décide que Fitzwilliam doit reporter le plus possible un projet de loi sur l'émancipation . Fitzwilliam écrit le 10 février au duc de Portland que l’émancipation aurait un effet positif sur l’esprit et la loyauté des catholiques d’Irlande et que les catholiques de rang supérieur seraient réconciliés avec la domination britannique et dissiperaient les troubles. Deux jours après, Grattan demande à la Chambre des communes irlandaise l’autorisation de présenter un projet de loi sur les secours des catholiques romains. Cette politique suscite de très nombreuses oppositions à Londres, notamment du roi, qui demande son renvoi.
La lettre officielle rappelant Fitzwilliam est envoyée le 23 février. Le duc de Portland, Lord Mansfield, Lord Spencer, William Windham et Thomas Grenville, le priant d'accepter le souhait du roi de reprendre son ancien poste et de rester au Cabinet, ce que Fitzwilliam refuse. Le 6 mars, Fitzwilliam déclare dans une lettre à Lord Carlisle que c'est sa destitution de Beresford et de ses amis pour "mauvaise administration" et non de le projet d'émancipation des catholiques qui explique son rappel.

## Opposition (1795–1806)
Fitzwilliam est maintenant opposé au gouvernement de coalition Pitt – Portland et aux Foxites. Le 13 septembre 1795, il écrit à Adair: "Je ne suis lié à aucun parti politique". Au cours de l'été 1794, il prend une part importante à l'organisation de la cavalerie de West Riding afin de réprimer la menace jacobine.
Le 12 septembre, Fitzwilliam écrivit à Adair qu'il soutiendrait le gouvernement dans la guerre et "à chaque fois qu'il soutiendrait l'établissement contre l'innovation, la monarchie et l'aristocratie contre l'intrusion du sans-culottisme ; une administration par laquelle j'ai reçu de tels mauvais traitements ". Il est désormais le porte-parole prééminent des principes de Burke. Lorsque la nouvelle session parlementaire commence le 6 octobre, Fitzwilliam propose un amendement (rédigé par Burke) au discours critiquant la mission de paix de Lord Malmesbury en France, la seule personne à le faire.
Le 30 décembre, Fitzwilliam propose un amendement aux Lords lors du débat sur le rappel de Lord Malmesbury de France à la suite de l'échec de ses négociations de paix. Il énonce "les principes dangereux avancés par la République française, la nécessité d'une persévérance dans le combat et le caractère inapproprié de la négociation en vue d'une négociation de paix avec la France dans son état actuel". Lord Grenville et Lord Spencer se prononcent contre.
En mars 1797, il suit avec sympathie un projet formé par des députés et des pairs pour former un gouvernement sans Pitt et écrit un mémoire sur l'état d'Irlande dans lequel il appelle à l'émancipation et au limogeage des membres anti-catholiques du gouvernement irlandais. Il parle devant les Lords pour présenter ces propositions, mais celles-ci sont rejetées par 72 voix contre 20 .
En février, le roi lui offre le poste de Lord Lieutenant du West Riding of Yorkshire après que le duc de Norfolk en ait été privé après avoir porté son toast à "Notre souverain, la Majesté du peuple". Fitzwilliam accepte à la condition qu'il soit publiquement connu que l'offre vient du roi et non du gouvernement .
En février 1801, Pitt démissionne de ses fonctions de Premier ministre, après avoir échoué à convaincre le roi de la nécessité de l'émancipation des catholiques. Henry Addington est nommé premier ministre. Fitzwilliam est désireux de coopérer avec les Pittites en matière d'émancipation et de politique étrangère. Mais il n'aime pas Addington: "L'idée d'une administration d'Addington est la blague de tous les partis", a-t-il écrit à Lady Fitzwilliam le 23 mars . Fitzwilliam est l'un des seize pairs de l'opposition à avoir voté contre le traité de paix définitif lors de son adoption devant le Parlement en mai 1802. Il s'oppose également à la politique du gouvernement sur la liste civile, car celle-ci n'est pas conforme à la loi de 1782 de la liste civile et du service secret de Burke. Il s'oppose également à la loi sur la milice de 1802 du gouvernement (qui renforce la milice) en raison de son opposition aux armées permanentes, mais également parce que la milice est inégale sur le plan social et constitue "un prélèvement pour les pauvres" . Il s'oppose aussi en principe aux Combination Act, mais a des réserves sur les combinaisons qui tendent à limiter la liberté des échanges .
En avril 1804, à propos d'un gouvernement alternatif, Grey propose au député Samuel Whitbread que Pitt et Fox siègent dans le même gouvernement avec Fitzwilliam comme Premier ministre nominal. Pitt propose à Fitzwilliam le poste de secrétaire d’État aux Affaires étrangères, mais comme Fox serait exclu, il décline l'offre. En fin de compte, Pitt reprend ses fonctions de Premier ministre en mai . En mai 1805, Fitzwilliam obtient un siège au Parlement pour Grattan, lui offrant l'un des sièges de Malton. À la mort de Pitt en janvier 1806, Fitzwilliam est à nouveau considéré comme un possible Premier ministre, le roi parlant apparemment de lui "avec beaucoup de chaleur et d'estime". Fitzwilliam salue l'union de Lord Grenville et Fox au lendemain de la mort de Pitt, écrivant le 27 janvier à Lord Grenville: "Je vous assure que cela a été l'objet très inquiet de mes vœux depuis très longtemps". Fox convainc Fitzwilliam d'accepter la Lord Présidence du Conseil dans le ministère de Lord Grenville. Fitzwilliam aurait aimé être Lord du sceau privé, mais aurait accepté la suggestion de Fox car il a insisté auprès de Fitzwilliam pour que cela lui importât personnellement. Cependant, il ne se soumet pas à la suggestion de Fox de démissionner au profit du duc de Norfolk, de son poste de Lord Lieutenant de la West Riding of Yorkshire .

## Ministère de tous les talents (1806–07)
Ainsi commence le ministère de tous les talents. Fitzwilliam ne joue pas un rôle de premier plan dans ce nouveau gouvernement, préférant laisser ce rôle à ceux en qui il peut avoir confiance pour mettre en œuvre les politiques avec lesquelles il est en accord. Il s'oppose toujours à Fox pour l'abolition de la traite des esclaves mais n'empêche pas le gouvernement de l'adopter . Après la mort de Fox en septembre, Fitzwilliam propose de démissionner de son poste à Addington afin que Lord Holland puisse devenir Lord du sceau privé. Fitzwilliam demeure membre du Cabinet en tant que ministre sans portefeuille, Lord Grenville déclarant qu'il s'agit "d'une condition à laquelle nous attachons tous la plus haute importance". Le cabinet propose que Fitzwilliam devienne marquis de Rockingham mais il décline la proposition.
En décembre, des flambées de violence se produisent en Irlande. Lorsque le cabinet présente sans succès des propositions d'émancipation des catholiques, le roi leur demande de s'engager à ne plus jamais proposer d'émancipation. Ils refusent et le gouvernement tombe . Sur la suggestion de Grey, Lord Grenville offre la jarretière à Fitzwilliam (qui l’accepte), le 1er janvier 1807, mais le roi refuse .

## Fin de carrière (1807–1833)

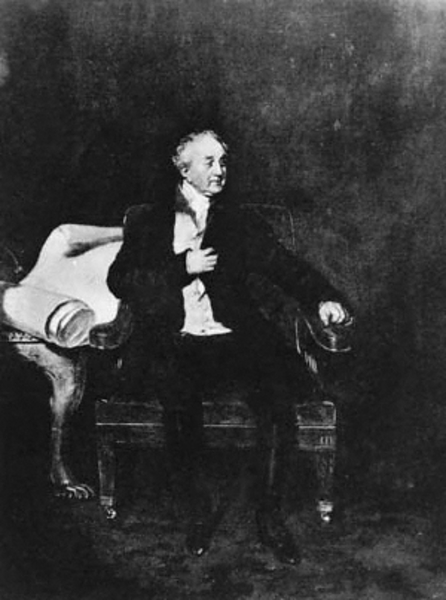
Fitzwilliam tel que peint par Sir Thomas Lawrence, 1827.

Il continue à être un whig de premier plan dans l'opposition, même s'il perd progressivement son influence politique. Au moment où le projet de loi de régence de janvier 1811 passe au Parlement, des rumeurs circulent selon lesquelles le prince de Galles nommerait Fitzwilliam ou Lord Holland comme Premier ministre ,.
Lorsque le gouvernement de Lord Liverpool adopte la loi de 1817 sur les réunions séditieuses, Fitzwilliam la soutient, bien que ce ne soit qu'une mesure temporaire: "Je serai désolée si cette loi devait passer définitivement - elle entraînera une modification essentielle de la constitution". Après l'avoir initialement soutenu, il en vient également à penser que la suspension de l'habeas corpus en 1817 est inutile.
Le 21 octobre 1819, le ministre de l'Intérieur, Lord Sidmouth, annonce le renvoi de Fitzwilliam en tant que lord lieutenant de la West Riding à la suite du massacre de Peterloo . Au début de la nouvelle session parlementaire de novembre et décembre, le gouvernement présente les " Six lois ". Fitzwilliam soutient la loi sur la prévention de la formation, mais pas les lois contre les réunions publiques, le droit de l'individu de porter les armes et la restriction de la liberté de la presse. La conduite de Fitzwilliam vis-à-vis du massacre de Peterloo renforce sa position dans le parti Whig face aux réformateurs.
Le 6 décembre 1820, Lord Grey écrit à Fitzwilliam pour lui demander d’appuyer la réforme parlementaire, mais sans arriver à le convaincre. Au printemps 1822, Lord Milton fournit à Fitzwilliam une liste d'arrondissements anglais et du parti politique de leurs députés. Il en ressort que les arrondissements moins peuplés comptent plus de partisans du gouvernement que ceux plus peuplés, qui comptent plus de députés whig. Milton demande à Fitzwilliam de soutenir une réforme qui renforcerait l'aristocratie whig. Fitzwilliam reconnait qu'un tel plan améliorerait le système, comme il l'a écrit à Lord Grey le 22 mars, "mais quatre-vingt-dix autres plans en feraient autant, et avec moi la question est: est-ce à l'avantage du pays et est-il bon que le public discute du sujet. Où devez-vous limiter les modifications, à quel moment doivent-elles s’arrêter? " .
En février 1825, Fitzwilliam assiste à un débat des lords sur l'émancipation catholique et, plus tard au cours de cette même année. Au cours de l'été 1826, alors qu'il séjourne en Irlande, une députation de catholiques locaux l'honore en lui disant "qu'ils ont salué ma courte administration en tant que précurseur d'un nouveau système" .
Lorsque Canning tente de désigner comme procureur général l'un des députés de Fitzwilliam, James Scarlett, Fitzwilliam déconseille à Scarlett d'accepter, tout en apportant son soutien à l'administration de Canning . Cependant Canning meurt peu de temps après et le duc de Wellington forme un gouvernement en 1828 après une tentative avortée de Lord Goderich. Fitzwilliam écrit à Lord Grey le 21 janvier 1828: "Nous sommes de nouveau ouverts aux bons vieux principes et pratiques whigs - ils ne peuvent jamais se tromper - du moins, je suis sûr qu'ils ne se tromperont jamais, tant que je vivrai - je suis né d'eux et en eux je mourrai " .

## Famille
Lord Fitzwilliam épouse en 1770 Lady Charlotte, fille de William Ponsonby (2e comte de Bessborough). Après sa mort en 1822, il épouse en secondes noces l'hon. Louisa, fille de Richard Molesworth (3e vicomte Molesworth), et veuve de William Ponsonby (1er baron Ponsonby), en 1823. Elle meurt peu après, en février 1824, à l'âge de 74 ans. Lord Fitzwilliam est mort en février 1833, âgé de 84 ans, et est remplacé par son fils de son premier mariage, Charles Wentworth-Fitzwilliam (5e comte Fitzwilliam).